# Carex flacca
Carex flacca é uma espécie de planta com flor pertencente à família Cyperaceae. 
A autoridade científica da espécie é Schreb., tendo sido publicada em Spicilegium Florae Lipsicae (Appendix): 178. 1771.
O seu nome comum é carriço-mole.

## Portugal
Trata-se de uma espécie presente no território português, nomeadamente em Portugal Continental.
Em termos de naturalidade é nativa da região atrás referida.

## Protecção
Não se encontra protegida por legislação portuguesa ou da Comunidade Europeia.